# Conrad Detrez
Conrad Detrez, né le 1er avril 1937 à Roclenge-sur-Geer, Belgique et mort le 11 février 1985 à Paris, France, est un écrivain, à la fois romancier et poète belge d’expression française et un militant wallon naturalisé français en 1982.
Son œuvre fiévreuse et baroque, nourrie de son enfance paysanne et de sa jeunesse séminariste en Belgique, de son éveil brutal à la politique et à la sexualité en Amérique du Sud, puis de sa reconnaissance d'écrivain et sa mission de conseiller politique en Amérique centrale, notamment à l'ambassade de France au Nicaragua, est marquée par la propension à la bouffonnerie, à l'excès, au fantastique, alliant la tradition flamande aux formes réalistes et fantastiques de la littérature latino-américaine. Elle mêle le mysticisme, l’espoir révolutionnaire et un érotisme homosexuel sans ostentation.

## Biographie

### Enfance
Conrad Detrez naît dans la province de Liège (Belgique). Son père est d'origine wallonne, sa mère d'origine flamande. Son enfance, dans le climat d'un catholicisme rural, est marquée par les bombardements, les crues du Geer, la deuxième guerre scolaire belge, l'horreur qu'il éprouve devant les bêtes égorgées par son père, boucher de profession. Il est brillant élève à l'école communale du village et au catéchisme de la paroisse. Pensionnaire au Collège de Visé à partir de 1949, puis à celui d'Herstal, il poursuit des études secondaires gréco-latines et, tenté par la prêtrise, entre en 1957 au séminaire de Saint-Trond. Tandis que sa mère meurt en 1959, il étudie la philosophie et la théologie à l'Université catholique de Louvain.

### Engagement politique
Ayant rencontré de jeunes étudiants du tiers monde qui lui font découvrir sa réalité économique, scandalisé par la guerre d'Algérie, impressionné par les grandes grèves insurrectionnelles de la classe ouvrière en Wallonie durant l'hiver 1960-1961, il réfléchit sur les problèmes de la décolonisation de l'Afrique et la révolution engagée par Fidel Castro, et se pose le problème de l'action politique. Traversant une crise religieuse, philosophique et morale, il interrompt ses études et renonce à entrer dans les ordres.
Comme de nombreux représentants de sa génération, Conrad Detrez croit que la transformation du monde est possible à partir du  tiers monde plus que de l'Europe. Se libérant de l'Église, de la famille, du village et de l'imminence d'un service militaire au Congo belge, il émigre en 1962 au Brésil.
Après y avoir obtenu une licence de Lettres, il enseigne à Rio de Janeiro dont le climat érotique et la liberté des mœurs provoquent un violent éveil, sous la double forme homosexuelle et hétérosexuelle, de sa sensualité. Il y  fait du journalisme, milite dans le parti d'opposition Movimiento Democratico Brasileiro résistant, principalement sous l'action de Carlos Marighella, au régime dictatorial du général Castello Branco qui a renversé le président Goulart en 1964. Il est emprisonné en février 1967 durant six jours, torturé puis expulsé. Revenu l'année suivante au Brésil, il s'engage dans la lutte clandestine de l'opposition castriste, mais, se sentant menacé, quitte le pays.
Revenu en Europe, en Belgique et en France, Conrad Detrez séjourne à Paris au milieu de la contestation de 1968. En 1970 « Pour la libération du Brésil », écrit en collaboration avec Carlos Marighella, est interdit par le ministre de l'Intérieur, Raymond Marcellin, qui utilise un décret du 6 mai 1939 sur les nécessités de la défense nationale, puis publié sous les noms des 23 plus importants éditeurs français qui se déclarent solidairement responsables.
Condamné à deux ans de prison par le tribunal militaire de Rio de Janeiro, dans le sentiment d'un d'échec non seulement dans son espoir révolutionnaire mais encore dans sa vie affective, son homosexualité le marginalisant dans la société très conformiste de l'époque, Conrad Detrez se retire en Algérie comme professeur dans un lycée de province, à Sour El Ghozlane (Wilaya de Bouira) où enseigne également Vital Lahaye. Il y continue la traduction d'ouvrages brésiliens, commencée à Paris.

### Œuvre littéraire

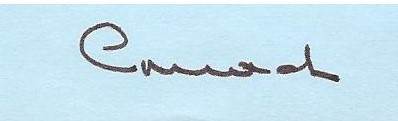
Autre signature.

Ayant rencontré la psychanalyse et découvert pour son enseignement l'écriture dépouillée des premières œuvres de Mohammed Dib, il y travaille à son premier roman, Ludo, « autobiographie hallucinée » dans laquelle il entreprend de reconstituer l'itinéraire de son enfance paysanne.
En 1972, Conrad Detrez revient à Bruxelles, achève Ludo, publié plus tard en 1974, poursuit le récit de son parcours, à travers l'adolescence, dans un deuxième roman, Les Plumes du coq. Ce roman est l'un des rares romans wallons — en fait probablement le seul — qui, à la manière fantastique de Detrez, prend comme toile de fond la Question royale et où l'auteur se dépeint comme affrontant (dans le camp catholique) les casquettes de la classe ouvrière wallonne opposée au retour de Léopold III. L'ouvrage est en quelque sorte dédié aux victimes de la fusillade de Grâce-Berleur. Nommé en 1975 correspondant de la Radio-Télévision Belge à Lisbonne il rend compte depuis le Portugal de la Révolution des Œillets. En 1978 il s'installe à Paris, collaborant au Matin et au Magazine littéraire. La même année paraît son troisième roman, L'Herbe à brûler, qui retrace la suite de sa vie entre 18 et 30 ans. Le roman, qui obtient le prix Renaudot, narre l'hallucinante scission de l'Université catholique de Louvain.
Amnistié par le gouvernement, Conrad Detrez retourne au Brésil en 1980 et l'évoque à nouveau dans un essai, Les Noms de la tribu. Son roman La Lutte finale, publié en 1980, fait le constat du reflux des guerilleros américains. L'écrivain reconnu aborde son métier dans La Guerre blanche, roman paru en 1982.
Naturalisé français le 28 mars 1982, il est nommé en septembre attaché culturel à Managua, au Nicaragua, pays aux hauteurs volcaniques, nation marquée par la révolution sandiniste et cadre de son dernier roman publié de son vivant en 1984, La Ceinture de feu.
Il y demeure jusqu'en septembre 1984, subissant les premières atteintes du sida. Rentré à Paris, il y meurt le 11 février 1985.
En 1986 paraît un ultime roman, La Mélancolie du voyeur, constat de l'écrivain, du voyageur, de l'homme en son ultime parcours.

### Citation
« Or moi je veux voir. Je demande des paysages, des climats, du fantastique, je veux des visions. Moi je veux que sur tout : châteaux, campagnes, que sur Paris et sa banlieue, sur le désert ou la banquise, que sur Bruxelles ou Managua, on me donne un regard, on m'en impose un autre, à l'occasion plus incisif, qui renouvelle le mien. Je veux qu'on me fasse sentir le temps, la femme, le passage d'un train, comme jusque-là, jamais, je ne les avais sentis. Ou alors, au moins, qu'on m'apprenne des choses neuves : sur Jésus, Lénine, La Callas ou sur moi. Je veux qu'un auteur ouvre en moi mes propres abîmes. »

— Extrait de « Romans vides, romans pleins »

## Œuvre

### Romans
- Ludo[4], Paris, Éditions Calmann-Lévy, 1974 ; Bruxelles, Éditions Labor, 2003
- Les Plumes du coq[5], Paris, Éditions Calmann-Lévy, 1975 ; rééd., Paris, LGF, coll. « Le Livre de poche » no 5630, 1982 ; réimpression 1995 et 2006
- L'Herbe à brûler[6], Paris, Éditions Calmann-Lévy, 1978 ; rééd., Paris, LGF, coll. « Le Livre de poche » no 5412, 1980 ; rééd., Bruxelles, Éditions Labor, 2003, avec une « lecture » de Jean-Marie Klinkenberg Prix Renaudot 1978
- La Lutte finale[7], Paris, Éditions Balland, 1980 ; réimpression, 1996 ; rééd., Paris, LGF, coll. « Le Livre de poche » no 5703, 1982
- Le Dragueur de Dieu[8], Paris, Éditions Calmann-Lévy, 1980 ; réimpression 1994
- La Guerre blanche[9], Paris, Éditions Calmann-Lévy, 1982 ; réimpression 1994
- La Ceinture de feu[10], Paris, Éditions Gallimard, 1984
- La Mélancolie du voyeur[11], préface d'Hector Bianciotti, Paris, Éditions Denoël, 1986

### Essais
- Pour la libération du Brésil[12], essai écrit en collaboration avec Carlos Marighella, Paris, éditions du Seuil, 1970
- Les Mouvements révolutionnaires en Amérique latine[13], Bruxelles, éditions Vie ouvrière, 1972
- Le Mensonge - Chronique des années de crise, éditions Encres, 1978  (ISBN 9782862220055)
- Les Noms de la tribu[14], Paris, Éditions du Seuil, 1981  (ISBN 2-02-005735-2)

### Poésie
- Le Mâle apôtre[15], poèmes, Paris, éditions Persona, 1982

### Traductions du portugais
- Les Pâtres de la nuit, roman de Jorge Amado, Paris, Éditions Stock, 1970; réédition, Paris, LGF, coll. « Le Livre de poche » no 5067, 1978 ; réédition, Paris, LGF, coll. « Le livre de poche. Biblio » no 3300, 1998
- Révolution dans la paix, essai de Don Helder Camara, Paris, Éditions du Seuil, 1970
- Mon pays en croix, roman d'Antonio Callado, Paris, Éditions du Seuil, 1971

### Entretien
- Jean-Marc Barroso, Fièvres et combats de Conrad Detrez, dans « Le Monde dimanche », Paris, 23 mars 1980